# Wspólnota administracyjna Bergtheim
Wspólnota administracyjna Bergtheim – wspólnota administracyjna (niem. Verwaltungsgemeinschaft) w Niemczech, w kraju związkowym Bawaria, w rejencji Dolna Frankonia, w regionie Würzburg, w powiecie Würzburg. Siedziba wspólnoty znajduje się w miejscowości Bergtheim. Przewodniczącym jej jest Konrad Schlier.
Wspólnota administracyjna zrzesza dwie gminy wiejskie (Gemeinde): 
- Bergtheim, 3 408 mieszkańców, 26,48 km²
- Oberpleichfeld, 1 089 mieszkańców, 8,66 km²